# Grúzia folyóinak listája

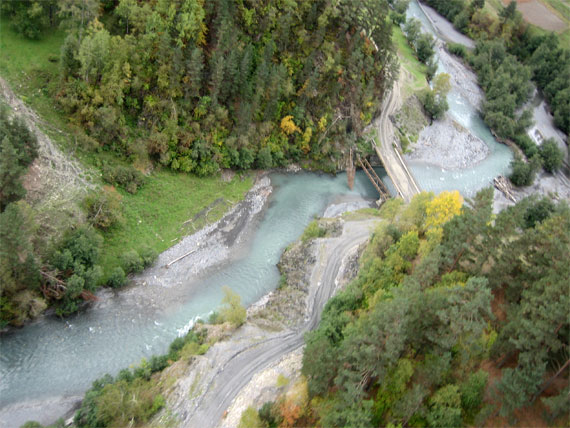
Az Alazani folyó

Grúzia folyóinak listája:

## Nagyobb folyók
|  | Folyó          | Teljes hossz (km) | Hossza Grúzia területén (km) | Vízgyűjtő területe (km²) |
|  | -------------- | ----------------- | ---------------------------- | ------------------------ |
|  | Alazani        | 407               | 390                          | 12,0                     |
|  | Kura           | 1515              | 351                          | 21,1                     |
|  | Rioni          | 333               | 333                          | 13,4                     |
|  | Enguri         | 206               | 206                          | 4,1                      |
|  | Hrami          | 220               | 187                          | 8,3                      |
|  | Cheniszckali   | 184               | 184                          | 2,1                      |
|  | Iori           | 357               | 183                          | 4,7                      |
|  | Kvrilla        | 152               | 152                          | 3,6                      |
|  | Szupsza        | 117               | 117                          | 1,1                      |
|  | Aragvi         | 110               | 110                          | 2,7                      |
|  | Bzib           | 110               | 110                          | 1,5                      |
|  | Kodori         | 110               | 110                          | 2,0                      |
|  | Adzsariszckali | 90                | 90                           | 1,5                      |
|  | Csorohi        | 438               | 26                           | 22,1                     |

## Egyéb folyók
- Csoloki
- Nagy-Liahvi
- Koroliszckali
- Kszani
- Macsahliszckal
- Pszou
- Tyerek